# Royal Baudouin Hockey Club
 (mai 2022).
 (mai 2022).
Si vous disposez d'ouvrages ou d'articles de référence ou si vous connaissez des sites web de qualité traitant du thème abordé ici, merci de compléter l'article en donnant les références utiles à sa vérifiabilité et en les liant à la section « Notes et références ».
 (mai 2022).
La mise en forme du texte ne suit pas les recommandations de Wikipédia : il faut le « wikifier ».
Les points d'amélioration suivants sont les cas les plus fréquents. Le détail des points à revoir est peut-être précisé sur la page de discussion.
- Les titres sont pré-formatés par le logiciel. Ils ne sont ni en capitales, ni en gras.
- Le texte ne doit pas être écrit en capitales (les noms de famille non plus), ni en gras, ni en italique, ni en « petit »…
- Le gras n'est utilisé que pour surligner le titre de l'article dans l'introduction, une seule fois.
- L'italique est rarement utilisé : mots en langue étrangère, titres d'œuvres, noms de bateaux, etc.
- Les citations ne sont pas en italique mais en corps de texte normal. Elles sont entourées par des guillemets français : « et ».
- Les listes à puces sont à éviter, des paragraphes rédigés étant largement préférés. Les tableaux sont à réserver à la présentation de données structurées (résultats, etc.).
- Les appels de note de bas de page (petits chiffres en exposant, introduits par l'outil «  Source ») sont à placer entre la fin de phrase et le point final[comme ça].
- Les liens internes (vers d'autres articles de Wikipédia) sont à choisir avec parcimonie. Créez des liens vers des articles approfondissant le sujet. Les termes génériques sans rapport avec le sujet sont à éviter, ainsi que les répétitions de liens vers un même terme.
- Les liens externes sont à placer uniquement dans une section « Liens externes », à la fin de l'article. Ces liens sont à choisir avec parcimonie suivant les règles définies. Si un lien sert de source à l'article, son insertion dans le texte est à faire par les notes de bas de page.
- La présentation des références doit suivre les conventions bibliographiques. Il est recommandé d'utiliser les modèles {{Ouvrage}}, {{Chapitre}}, {{Article}}, {{Lien web}} et/ou {{Bibliographie}}. Le mode d'édition visuel peut mettre en forme automatiquement les références.
- Insérer une infobox (cadre d'informations à droite) n'est pas obligatoire pour parachever la mise en page.

Pour une aide détaillée, merci de consulter Aide:Wikification.
Si vous pensez que ces points ont été résolus, vous pouvez retirer ce bandeau et améliorer la mise en forme d'un autre article.
Maillots
Le Royal Baudouin Hockey Club est un club de hockey sur gazon belge, situé à Dilbeek et faisant partie de la VHL, la Vlaamse Hockey Liga. Le nom du club fait référence au roi Baudouin. Le club de hockey fait partie de l'ASBL Royal Baudouin Club qui regroupe aussi le club de tennis et le club de padel.

## Historique
C’est en 1935 que naît la section hockey du Baudouin.
Durant les années 60 le club devient « Royal » Baudouin.
En 1990, un nouveau terrain synthétique est construit dans les installations actuelles du Baudouin.
De 1992 à 1997, le club vit ses « années dorées ». Le Baudouin est sacré trois fois champion de Belgique et remporte trois fois la Coupe de Belgique durant cette période.
En 1999, c’est le revers de la médaille, le club fait faillite avec seulement 75 membres et est repris par le CSC Mayfair. L’équipe première masculine descend de division (en D1).
À partir de 2003, le club remonte la pente et crée une équipe féminine.
En 2005, le club atteint 250 membres.
2010 voit une nouvelle descente de l’équipe première masculine qui se retrouve en D2, et la pose d’un nouveau terrain synthétique.
En 2012 l'équipe masculine remonte en D1.
En 2018 l'équipe masculine redescend en Nationale 2.
En 2019 un nouveau comité reprend les rênes du club et met en place un plan pour les années à venir : la professionnalisation de l'école des jeunes et le renouvellement du terrain synthétique. L'équipe féminine accède à la Nationale 1.

## Les infrastructures
Le Royal Baudouin Hockey Club compte dans ses infrastructures : Un terrain en gazon synthétique (terrain à eau) avec éclairage LED, un club-house avec bar, snack-restauration et salle de séminaire, des vestiaires pour hommes et femmes ainsi qu'un parking 80 places.

## Valeurs
Le Royal Baudouin Hockey Club est un club où l’on privilégie avant tout une ambiance familiale. L'école des jeunes cherche à aider les jeunes joueurs à s'épanouir dans la pratique du hockey. Sa petite structure offre aux plus ardus[Quoi ?] la possibilité de jouer dans les catégories supérieures, ce qui leur donne les challenges nécessaires pour évoluer, alors que d'autres joueurs continuent à pratiquer un hockey récréatif.

## Aujourd'hui et demain
Le Royal Baudouin Hockey Club se concentre aujourd'hui au renouvellement de ses infrastructures pour pouvoir développer sa vision du hockey :  une équipe en Nationale dans toutes les catégories à partir des U14.